# I liga polska w piłce siatkowej kobiet (1962/1963)
I liga polska w piłce siatkowej kobiet 1962/1963 – 27. edycja rozgrywek o mistrzostwo polski w piłce siatkowej kobiet.

## Drużyny uczestniczące
| | I liga 1962/1963 |   |      |
| --- | ---------------- | - | ---- |
| WAR | AZS AWF Warszawa | 1 | PEMK |
| LEG | Legia Warszawa   | 2 |      |
| KRA | Wisła Kraków     | 3 |      |
| GDY | Start Gdynia     | 4 |      |
| WRO | Odra Wrocław     | 5 |      |
| GDA | Gedania Gdańsk   | 6 |      |
| WRO | Gwardia Wrocław  | 7 |      |
| ŁÓD | Start Łódź       | 8 |      |
| | Awans z II ligi  |   |      |
| GDA | AZS Gdańsk       |   |      |
| ZŁO | Sparta Złotów    |   |      |
| WAR | Drukarz Warszawa |   |      |
| CZE | Częstochowianka  |   |      |
| Oznaczenia: - kolumna pierwsza – skróty nazw drużyn wpisane na mapie (jeśli ta została zamieszczona), - kolumna trzecia – miejsce zajęte przez daną drużynę w poprzednim sezonie. |                  |   |      |

## Klasyfikacja końcowa
| Miejsce | Drużyna          |
| ------- | ---------------- |
| 1.      | AZS AWF Warszawa |
| 2.      | Legia Warszawa   |
| 3.      | Wisła Kraków     |
| 4.      | Start Gdynia     |
| 5.      | Odra Wrocław     |
| 6.      | Gwardia Wrocław  |
| 7.      | Gedania Gdańsk   |
| 8.      | AZS Gdańsk       |
| 9.      | Drukarz Warszawa |
| 10.     | Start Łódź       |
| 11.     | Sparta Złotów    |
| 12.     | Częstochowianka  |

     spadek do II ligi